# Javad Khan
Jafar al-Javad Khan Ziyad oghlu Qajar (1748-1804) era el miembro de Dinastía Kayar y el último khan del Kanato de Ganja de 1786 a 1804.

## Biografía
Javad Khan fue el hijo de Shahverdi Khan y el hermano de Rahim Khan. Los miembros de la Dinastía Kayar, de origen turco, que reinaba en Persia (Irán) en los años 1785-1925, perteneció a la tribu Qajar. Tras su ascenso al poder, Javad Khan tuvo que enfrentarse a la amenaza de Georgia. En septiembre de 1787 un ejército combinado ruso y georgiano bajo el mando del coronel Burnashev, marchó a Ganya, pero la Guerra ruso-turca (1787-1792) obligó a los aliados rusos a retirarse. A principios de 1789 Heraclio II de Georgia, aliado con Fath Ali Khan del Kanato de Quba y Muhammad Hasan Khan del Kanato de Şəki, atacó y Javad Khan tuvo que abandonbar su capital sin luchar. Después de tres meses, después de la muerte de Fath Ali Khan, Javad Khan logró recuperar su reino. En 1795, Javad Khan se unió a la expedición persa contra Georgia. En septiembre del año 1796 Ganya fue temporalmente ocupada por el general ruso Valerian Zubov durante su expedición persa de 1796.
Durante la primera Guerra ruso-persa (1804-1813) Ganya fue considerado por los rusos como la ciudad más importante. El general Pável Tsitsiánov se reunió muchas veces con Javad khan para pedirle que se sometiera al régimen ruso pero cada vez fue rechazado. En noviembre del año 1803 el ejército ruso partió de Tiflis y en diciembre Tsitsiánov comenzó a preparar el asalto. Después de bombardeos de artillería pesada, el 3 de enero de 1804 Tsitsiánov ordenó atacar la fortaleza. Durante una sangrienta batalla, los armenios residentes en la ciudad abrieron las puertas y los rusos tomaron la fortaleza matando a Javad Khan y sus hijos.
Algunos miembros de su familia lograron escapar a Tabriz mientras otros quedaron en Ganya. Los descendientes de Javad Khan llevaron el apellido “Ziatkhanov” en el Imperio ruso, como Ismail Khan Ziatkhanov, miembro de la Duma Imperial de Rusia y después activista prominente de la República Democrática de Azerbaiyán.

## Galería

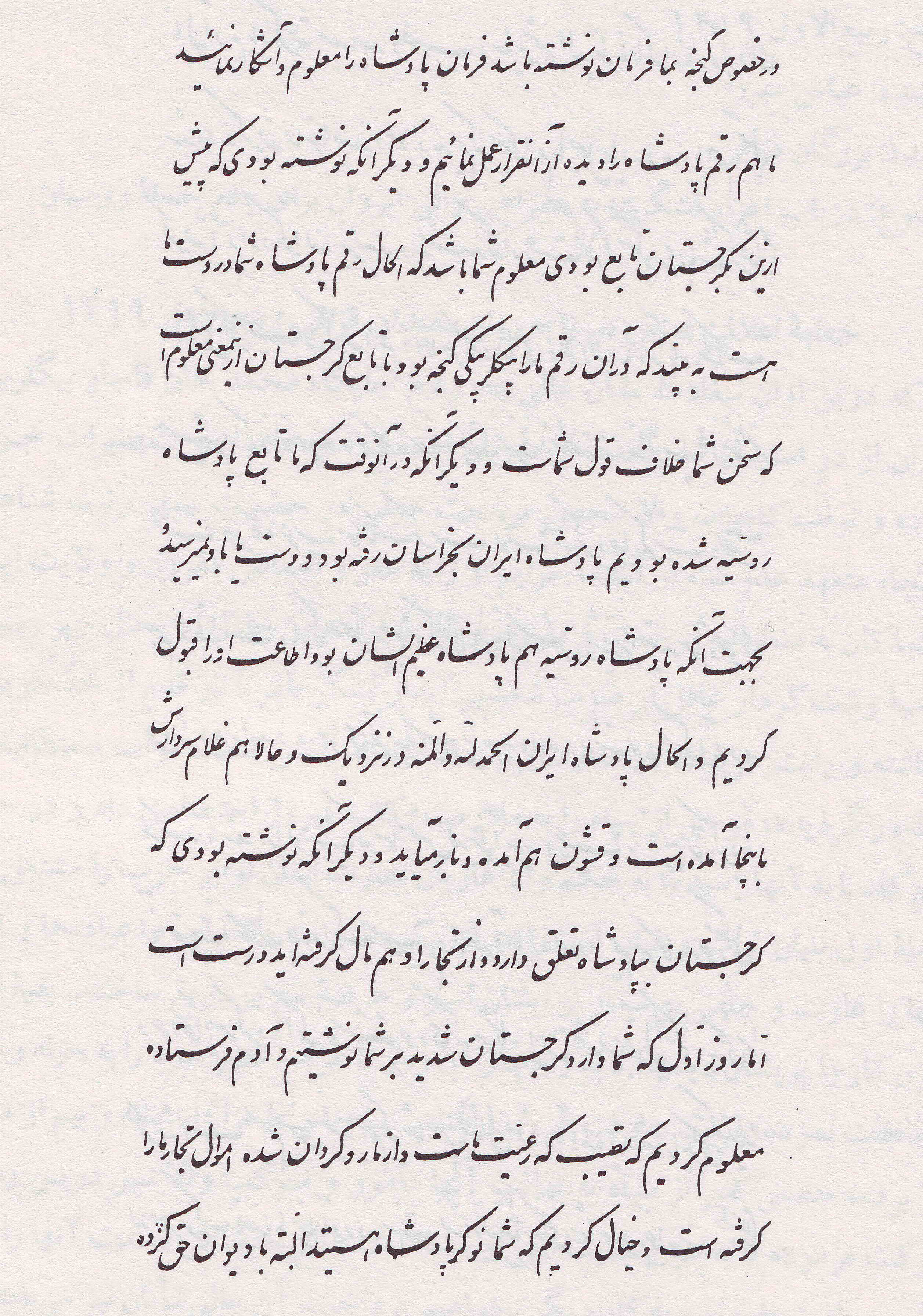
La carta de Javad Khan a Pável Tsitsiánov
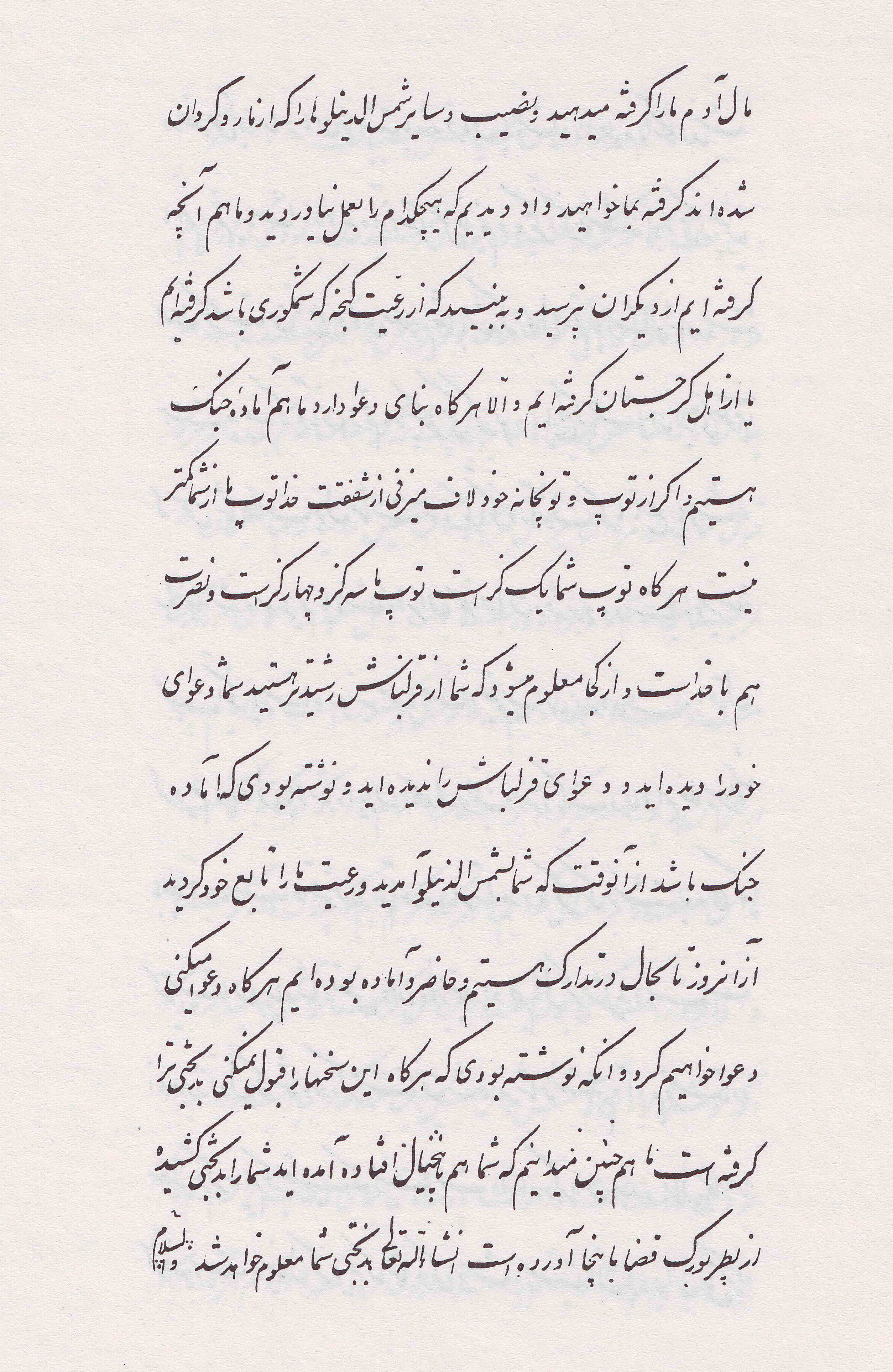
La carta de Javad Khan a Pável Tsitsiánov
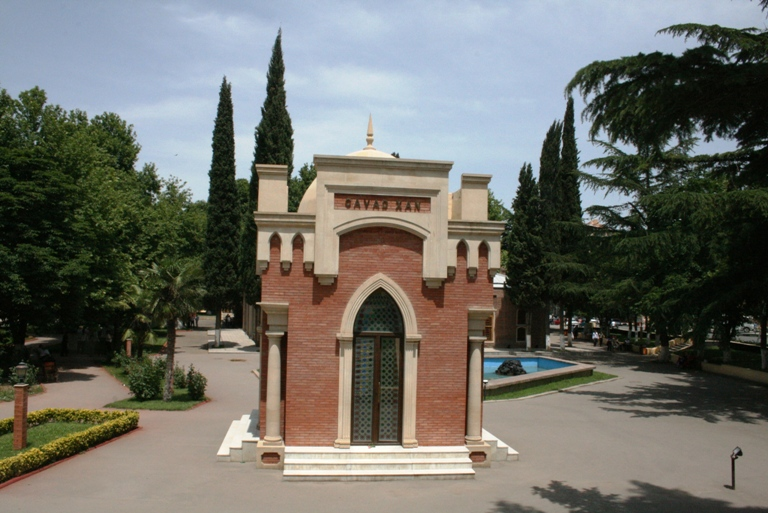
Tumba de Javad Khan en Ganyá, Azerbaiyán
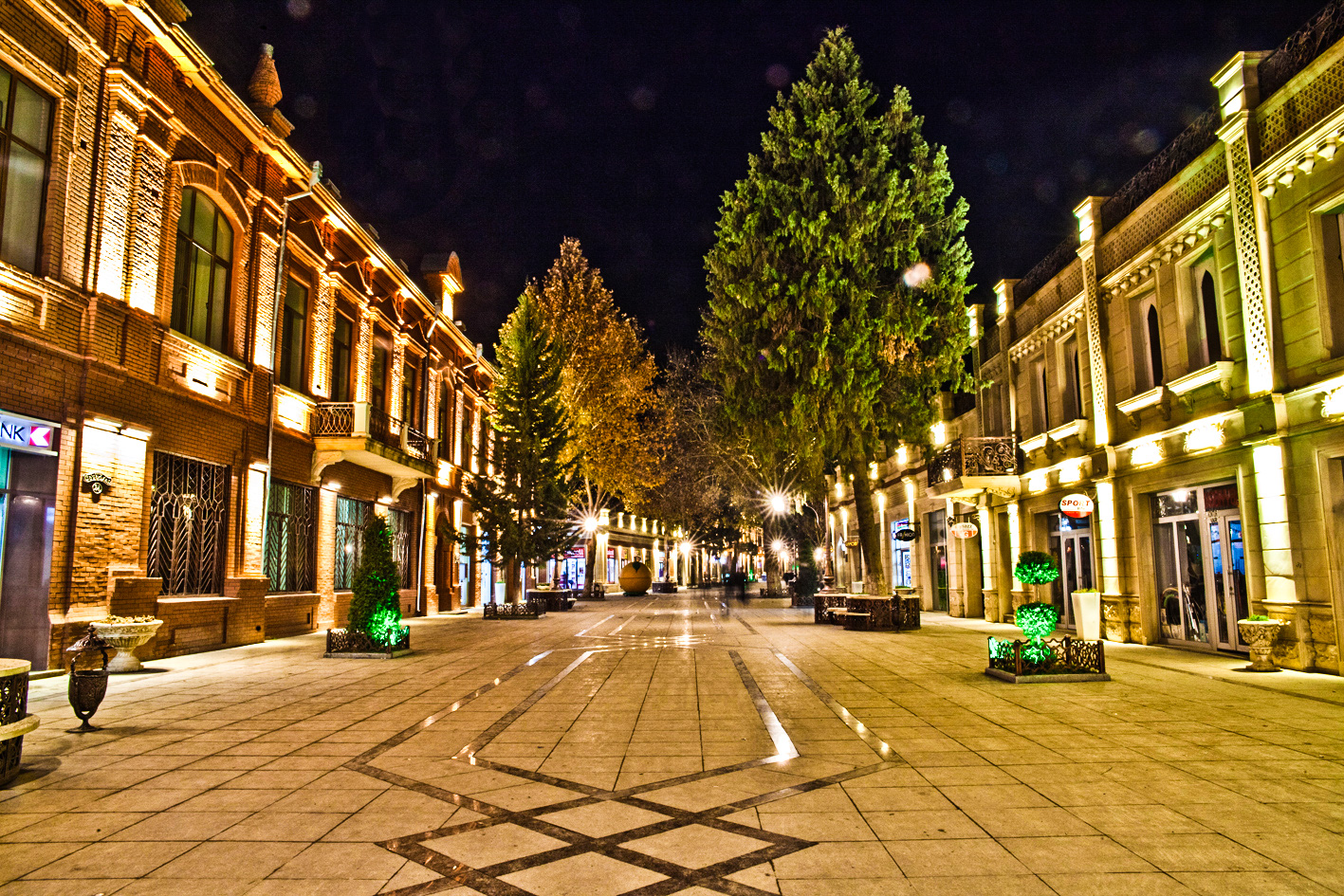
Calle de Javad Khan en Ganyá